# Lillian Gish
Lillian Diana Gish (Springfield, Ohio, 1893. október 14. – New York, 1993. február 27.) amerikai film-, színpadi és televíziós színésznő, akinek pályája 75 évet ölelt fel 1912 és 1987 között.
Az 1920-as és 30-as évek prominens filmsztárja volt, különösen a D. W. Griffith által rendezett filmekben, melyek közé tartozott az 1915-ös nagy hatású Birth of a Nation (Egy nemzet születése). A hangosfilmekben betöltött szerepei ellentmondásosak voltak, de tartalmaztak emlékezetes munkákat, mint a vitatott Duel in the Sun (Párbaj a napon-1946) című westernt vagy a szokatlan Night of the Hunter (A vadász éjszakája-1955) című thrillert. Számottevő televíziós produkciókban is szerepelt az 1950-es évek elejétől az 1980-as évekig, és pályáját is az 1987-es The Whales of August (Bálnák augusztusban) című tévéfilmmel zárta Bette Davis oldalán.
Az Amerikai Filmintézet (AFI) Lillian Gish-t a 17. helyre sorolta minden idők legnagyobb színésznői között. 1971-ben életművéért Oscar-díjat kapott, 1984-ben pedig az Amerikai Filmintézet Életműdíjat vehette át.

## Gyermekkora
Lillian Diana Gish az Ohio állambeli Springfieldben született az episzkopális vallású Mary Robinson McConnell és a német lutheránus James Leigh Gish gyermekeként. Apja elhagyta a családot mielőtt Gish értelme nyiladozni kezdett, az anyja pedig színjátszásból igyekezett eltartani a családot. Mikor Lilian, és a húga Dorothy elég nagyok voltak, csatlakoztak a színházhoz, és több ízben egymástól távol léptek fel különböző produkciókban, ezen kívül modellként is dolgoztak.
A Gish-ek első néhány amerikai generációja a Dunkard testvériség tiszteletesei közé tartozott, mely egy kisebb, konzervatív, német baptista vallási csoportot takart. Lillian szépapja a Pennsylvania Merchant fedélzetén érkezett Amerikába 1733-ban, és William Penntől kapott földadományt. Üknagyapja harcolt a Függetlenségi Háborúban, és Pennsylvániában temették el, mint a többi harcost. Ebben az a különös, hogy a Dunkardokat sokkal pacifistább vallási irányzatnak tartják, mint az amishokat, vagy a kvékereket. Lillian levelezése egy pennsylvaniai főiskola professzorral bizonyítja, hogy a családi hátterét illetően hiányosak voltak az ismeretei.
1912-ben a Gish nővéreket barátnőjük, Mary Pickford mutatta be D. W. Griffith-nek, és segített nekik szerződéshez jutni a Biograph Studiosnál. Lillian Gish rövidesen Amerika egyik legkedveltebb színésznőjévé vált. Bár 19-éves volt ekkor, a stúdiónak azt mondta csak 16 éves.

## Karrierje

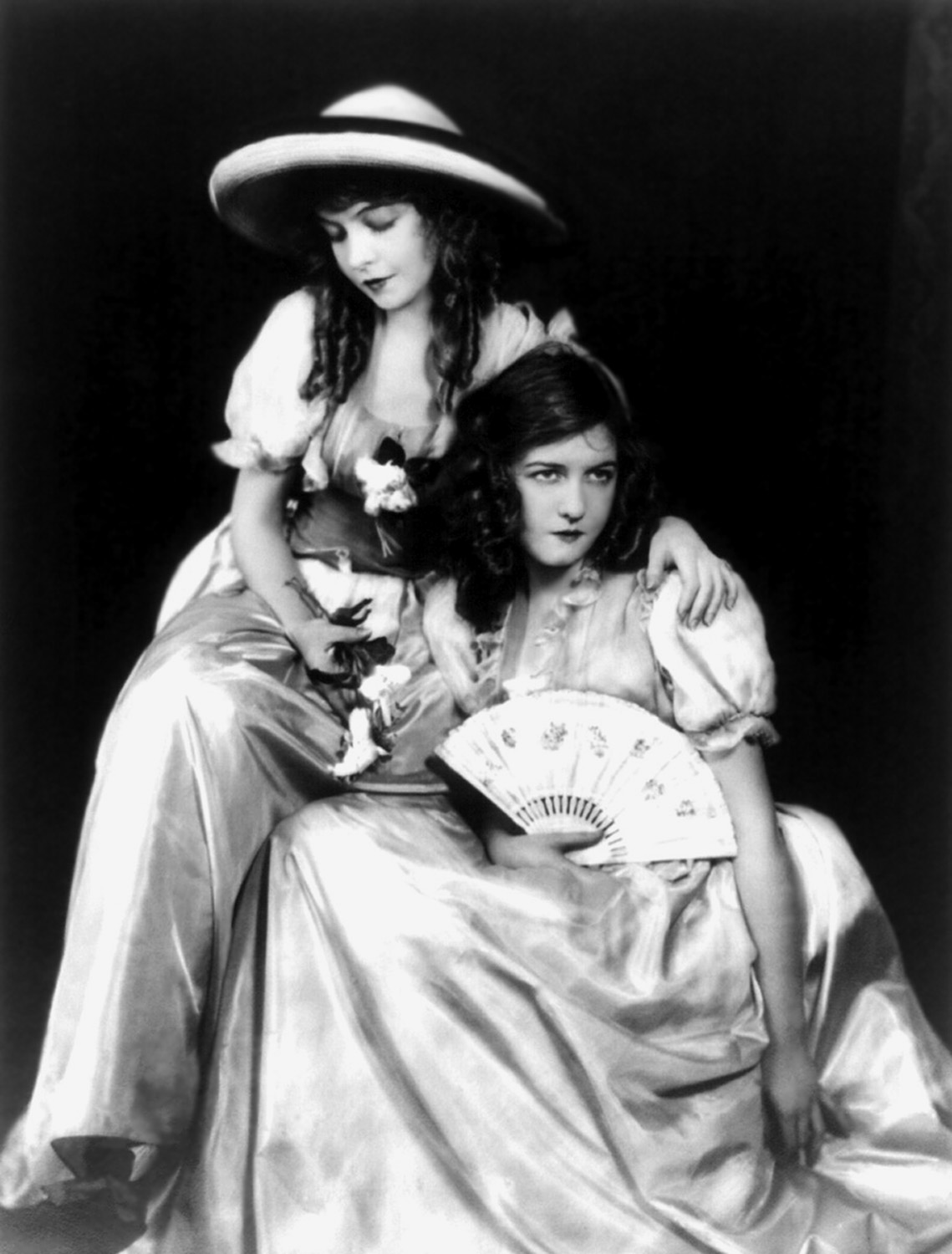
A Gish nővérek.

Első színészi feladatuk Griffith egyik rövidfilmjében, az An Unseen Enemy (A láthatatlan ellenség) című rövidfilmben várta a nővéreket. Lillian rövidesen Griffith leghíresebb filmjeiben vált sztárrá, játszott a The Birth of a Nation (Egy nemzet születése) című alkotásban, ahol Elsie szerepét alakította, az Intolerance (Türelmetlenség), a Broken Blossoms (Letört bimbók), a Way Down East (Út a boldogság felé) és az Orphans of the Storm (Árvák a viharban) című filmekben. Lillian Gish némafilmkarrierjének egyik emlékezetes csúcspontja a Way Down East című filmhez kötődik, ahol Gish karaktere öntudatlanul sodródik egy jégtáblán a dühöngő vízesés felé, miközben hosszú haját uszályként húzza a vízben.
Több mint 25 rövidfilmben tűnt fel filmszínésznőként, és a következő két évben vezető filmcsillag pozíciót szerzett. Egyre többet emlegették A némafilm First Ladyjeként. Ezután olyan pompás, irodalmi alkotásokon alapuló filmekben kapott szerepet, mint a Nathaniel Hawthorne Skarlátbetű című regényén alapuló mozifilm. Az MGM 1928-ban mégis megszüntette a szerződését a The Wind (A szél) című filmjének sikertelensége után, bár ma egyöntetűen az a vélemény, hogy a film a némafilmkorszak egyik legfigyelemreméltóbb alkotása, Gish játéka pedig lenyűgöző.
Egy filmet is rendezett Remodeling Her Husband (Átnevelem a férjem) címmel. Ez úgy történt, hogy D. W. Griffith felállította a felszerelést a forgatáshoz, de arra gondolt, hogy a stáb talán hatékonyabban dolgozna egy nő irányítása alatt. Gish, aki sokkal jobban szeretett a kamera előtt dolgozni elvállalta a feladatot, de ez lett az egyetlen rendezése, és később riportereknek megjegyezte, hogy szerinte a rendezés férfimunka.
Hangosfilmekben csak visszafogott sikerei voltak, az 1930-as és 1940-es években inkább színpadon játszott, például Ophelia szerepét Guthrie McClintic 1936-os Hamletjében (John Gielgud és Judith Anderson társaságában), és egy rövid ideig futó feldolgozásban Marguerite szerepét a Kaméliás hölgyben. Az előző szerepéről büszkén állította: „Feslett Ophéliát játszottam!”.
A mozifilmekhez visszatérve Gish-t a legjobb női mellékszereplőnek járó Oscar-díjra jelölték az 1946-os Duel in the Sun (Párbaj a napon) című filmért. A karakter betegsége és halála úgy tűnt adózás egykori némafilm alakításai emlékének. Egész hátralévő életében feltűnt még filmekben, legemlékezetesebb talán a Night of the Hunter (A vadász éjszakája) ahol egy vidéki őrangyalt játszott, aki hivatalát igyekszik megvédeni egy gyilkos prédikátortól (Robert Mitchum). Az Elfújta a szél készítésénél is több szerep kapcsán felmerült a neve, kezdve Ellen O'Harától (aki Scarlett O'Hara anyja) egészen Belle Watling-ig (a kegyvesztett prostituált). Az első szerepet Barbara O'Neill, a másodikat Ona Munson játszotta végül a filmben.
Gish számos alkalommal jelent meg a televízióban az 1950-es évek elejétől az 1980-as évek végéig. A legnevezetesebb munkája ebből az időszakból egy főszerep a The Trip to Bountiful (Út az ismeretlenbe) eredeti változatában 1953-ban. Nagyasszonyként tért vissza a Broadway színpadára az 1965-ös rövid életű Ánya című musicalbe Mária Fjodorovna Császárnő szerepére. Emellett Gish lett a szószólója a némafilmművészetnek, gyakran tartott beszédeket és bemutatókat a klasszikus filmek repertoárjából. 1975-ben ő volt a háziasszony a Silent Years (A csendes évek) című PBS filmsorozatnak, ami a némafilmkorszakról szólt.
Gish 1971-ben Életmű Oscar-díjat kapott „páratlan művészetéért és a filmművészet fejlődéshez nyújtott közreműködéséért”. 1984-ben Tiszteletbeli Életműdíjat kapott az Amerikai Filmintézet ítészeitől másodikként a színészek közül (az első ilyen díjat Bette Davis kapta 1977-ben), és azóta is egyetlen némafilmszínésznőként. Lillian Gish-nek csillaga van a Hollywood Walk of Fame-en a Vine Street 1720 szám alatt.
Utolsó filmje a Whales of August (Bálnák augusztusban) című alkotás volt 1987-ben, 93 éves korában, Vincent Price, Bette Davis és Ann Sothern oldalán. A film két Maine állambeli idős nővérről szól. Utolsó filmbeli megjelenése egy rövidke szerep volt Jerome Kern 1988-as Show Boat (Úszó színház) című filmjének stúdiófelvételén Frederica von Stade és Jerry Hadley társaságában, ahol szenvedélyesen alakította az idős hölgyet a pár mondatos utolsó jelenetben. A közel évszázados színészi karrierjének utolsó mondatai ezek voltak: „Jó éjt, drágáim!”.
Sokan felháborodtak azon, hogy Gish nem kapott Oscar-jelölést a Bálnák augusztusbanért, de ő maga derűsen nyilatkozta, hogy jobb is így, legalább nem kell feldolgoznia a vereséget Cher-rel szemben (aki az Oscar-díj nyertese lett ugyanabban az évben a Moonstruck (Holdkórosok) című filmért.

## Magánélete

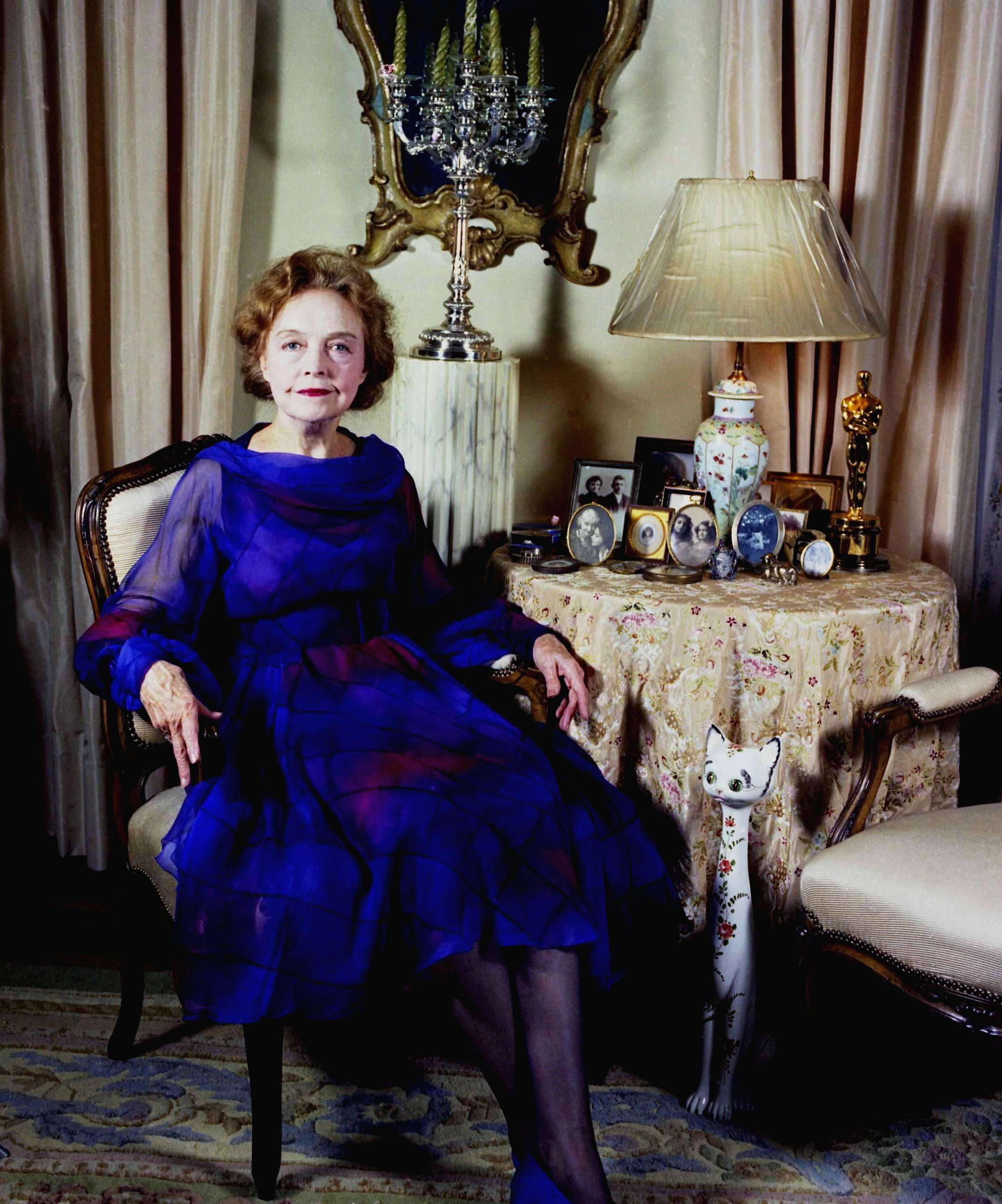
Lillian Gish 1973-ban, 80 éves korában.

Lillian Gish sohasem ment férjhez és nem született gyermeke. Az együttműködés Lillian és D. W. Griffith között olyan szoros volt, hogy néhányan úgy sejtették több is volt közöttük munkakapcsolatnál, amit Gish sohasem erősített meg, de sokan úgy gondolták a környezetéből, hogy legalábbis közük volt egymáshoz. Az tény, hogy D. W. Griffith halála után Lillian mindig „Mr. Griffith”ként beszélt a férfiről a hátralévő életében.
Közel állt hozzá Charles Duell producer és a drámakritikus és szerkesztő George Jean Nathan. Duellhez fűződő kapcsolata szenzációhajhász híreszteléssé fajult, amikor az 1920-as években a férfi beperelte Gish-t, majd kapcsolatuk részleteit nyilvánosságra hozta a botránysajtóban.
A politikai zűrzavar időszaka alatt-mely az Egyesült Államok első világháborús kiugrásától a Pearl Harbor-i támadásig tartott Gish szókimondóan anti-intervencionalista volt. Aktív tagja volt az America First Committee-nek (Amerika Elsősorban Bizottság), egy intervencióellenes szervezetnek, amit Robert E. Wood ezredes alapított olyan légügyi úttörőkkel, mint Charles Lindbergh aki a szervezet szóvivője volt. Lillian Gish azt állította, feketelistára került a ténykedése miatt a filmiparban és a színházban, és ez mindaddig tartott, amíg írásos nyilatkozatot nem tett arról, hogy visszavonja a nézeteit és sohasem fedi fel, hogy valaha egyetértett velük.
Egész életében szoros kapcsolatot ápolt testvérével, Dorothyval, ugyanúgy, mint barátnőjével Mary Pickford-dal. Másik életre szóló barátnője Helen Hayes volt, Gish lett Helen fiának, James MacArthurnak a keresztanyja.

## Halála
Álmában halt meg, természetes halállal, 1993. február 27-én, 99 éves korában, és a Szent Bartholomeo Episzkopális Templomban helyezték örök nyugalomra New Yorkban. A birtokát, ami több millió dollárt ért, Hayes-re hagyta, aki egy hónappal később szintén elhunyt. A birtok értékesítéséből befolyt összeget a későbbiekben a művészeti kiválóságok díjazására fordították.

## Művészi hagyatéka
- Róla és nővéréről nevezték el a Dorothy és Lillian Gish Díjat, amelyet 1994 óta minden évben kiosztanak „annak a férfinek vagy nőnek, aki leginkább hozzájárult a világ szépségéhez, az emberiség boldogságához és az élet megértéséhez”. A díjjal 300 ezer USA dollár is jár, a díjazottak között olyan nevek szerepelnek, mint: Ingmar Bergman, Bob Dylan vagy Arthur Miller.[23]
- Ohio-ban, Masillon városában egy utca őrzi Lillian Gish nevét, aki fiatalkorában rövid ideig élt is ott, és szeretettel emlékezett vissza a településre egész életében.
- Testvére, Dorothy mellé temették a Szent Bartolomeo Episzkopális Templom kolombáriumába, a templom kriptájába.
- Az ohio-i Bowling Green-i Állami Egyetem az otthona a Gish Filmszínháznak és Galériának, ami a Gish testvérek életművének állít emléket.
- A Smashing Pumpkins' 1991-es debütáló albumának címe Gish, melyet Lillian Gish után neveztek el.
- Lillian Gish volt a vezető karaktere a rövid életű The Biograph Girl című 1980-as színpadi musicalnek, ami a némafilmkorszakról szólt.
- A Simpsons című rajzfilmsorozat egyik részében Nagypapa egy Lillian Gish posztert tesz Homer játékszobájába.
- Gish Springfiled-ben született, ugyanabban a városban, ahol a Simpsons játszódik.
- François Truffaut Day for Night (Amerikai éjszaka) című filmjét a Gish nővéreknek ajánlotta.
- Pedro Almodóvar Mindent anyámról című filmjét többek között Lilian Gishnek ajánlja.

## Válogatott filmjei
- 1987 - Bálnák augusztusban (The Whales of August) ... Sarah Webber
- 1986 - Édes szabadság (Sweet Liberty) ... Cecelia Burgess
- 1985 - Huckleberry Finn kalandjai(Adventures of Huckleberry Finn) ... Mrs. Loftus
- 1967 - Szerepjátszók (The Comedians)
- 1960 - Kitaszítva (The Unforgiven) ... Mattilda Zachary
- 1955 - A vadász éjszakája (The Night of the Hunter) ... Rachel
- 1955 - A pókháló (The Cobweb)
- 1948 - Portrait of Jennie ... Mary nővér
- 1946 - Párbaj a napon (Duel in the Sun)
- 1928 - A szél (The Wind)
- 1919 - Letört bimbók (Broken Blossoms) ... a lány, Lucy Burrows
- 1916 - Türelmetlenség (Intolerance)
- 1915 - Egy nemzet születése (The Birth of a Nation) ... Elsie Stoneman

## Fordítás
- Ez a szócikk részben vagy egészben  a   Lillian Gish című angol Wikipédia-szócikk fordításán alapul.  Az eredeti cikk szerkesztőit annak laptörténete sorolja fel. Ez a jelzés csupán a megfogalmazás eredetét és a szerzői jogokat jelzi, nem szolgál a cikkben szereplő információk forrásmegjelöléseként.